# Музыкальная пародия
Музыкальная пародия включает в себя изменение или копирование существующих (обычно хорошо известных) музыкальных идей и/или текстов, или копирование определённого стиля композитора или исполнителя, или даже общего стиля музыки.
В музыке пародия использовалась для самых разных целей и в различных музыкальных контекстах: как серьёзная композиционная техника, как бесхитростное повторное использование известной мелодии для представления новых слов и как намеренно юмористическая, даже насмешливая, переработка существующего музыкального материала, иногда для сатирического эффекта.
Примеры музыкальной пародии с совершенно серьёзным намерением включают пародийные мессы в XVI веке, а в XX веке ― использование народных мелодий в популярных песнях и неоклассические произведения, написанные в более ранних стилях. Термин «пародия» в этом серьёзном смысле продолжает использоваться, наряду с более распространенным употреблением для обозначения пародии, создаваемой для юмористического эффекта.
Слово «пародия» происходит от латинского parodia, которое произошло от греческого παρῳδία (букв. «бурлескная поэма» или песня).